# Borna
Borna, hrvatski knez (~810., druga polovica VIII. st. – ?, 821.). Prema starijoj historiografiji, vjerojatno sin i nasljednik kneza Višeslava. Godine 814. kao franački vazal došao u Paderborn iskazati lojalnost caru Ludoviku Pobožnomu pri njegovu stupanju na prijestolje. Borna se spominje kao knez Gačana (dux Guduscanorum) 818., dux Dalmatiae 819. i dux Dalmatiae atque Liburniae 821. Godine 818. nije pristupio pokretu kneza Ljudevita, nego se kao franački vazal s njime sukobio na Kupi. Tu je Borni prešao Ljudevitov tast Dragomuž, ali su ga napustili njegovi Gačani pa je bio poražen. Ubrzo je opet skupio vojsku i pod svoju vlast vratio odmetnute Gačane. Početkom 820. izvijestio je cara o svojim uspjesima i iste godine išao u Aachen, gdje se vijećalo o načinu borbe protiv kneza Ljudevita. Po povratku umire, po jednima naravnom, a po drugima nasilnom smrću. U povijesnoj znanosti najčešće izjednačavan s Porfirogenetovim Porgom (Lj. Hauptmann, B. Grafenauer, N. Klaić, L. Margetić), a iznimno i s knezom Branimirom (F. Šišić).

## Svjedočanstva
Jedina povijesna svjedočanstva o Borni dolaze iz franačkih izvora. Riječ je o Vita Hludowici imperatoris, Annales regni Francorum, Annales Sithienses i još nekoliko njihovih varijacija. Franački anali nazivaju ga pod zapisom za 818. godinu ducis Guduscanorum et Timocianorum, da bi pod 819. bio naveden kao dux Dalmatiae. Pod 821. godinom stoji da bio je dux Dalmatiae atque Liburniae. Prema tome, Borna je prvi knez na hrvatskom prostoru čije ime je zapisano u povijesnim vrelima, osim eventualno Višeslava koji se spominje na "znamenitoj, ali i nedatiranoj krstionici". Starija historiografija, oslanjajući se na rano datiranje Višeslavove krstionice, držala je Bornu Višeslavovim nasljednikom, pa i sinom.

## Ratovi protiv Ljudevita
Godine 814. zajedno s knezom Ljudevitom Posavskim (dux Pannoniae inferioris) pošao se u Paderborn pokloniti caru Ludoviku Pobožnom prilikom njegova stupanja na franačko prijestolje. Kako pitanje granica između bizantske Dalmacije i hrvatskoga kneževskog područja nije bilo riješeno Aachenskim mirom 812., Borna prihvaća vrhovništvo Franaka protiv presizanja bizantskih gradova, što djelomice razjašnjuje i njegovo kasnije suprotstavljanje Ljudevitu, koji je uživao potporu Bizanta. Međutim, čini se da su se nesuglasice između Borne i Ljudevita pojavile već prilikom zasjedanja dvorskog vijeća 818. u Aachenu.
Kad je 819. Ljudevit podignuo ustanak protiv Franaka, Borna mu se suprotstavio te su zametnuli bitku kod Kupe. Borni se pridružio Ljudevitov tast Dragomuž (Dragomusos), koji je u bitki poginuo ("Dragomuž, Ljudevitov tast, koji je u početku odmetništva bio napustio svoga zeta i pristao uz Bornu", kako navode franački anali.), a na Ljudevitovu stranu prešli su Gačani (stanovnici Gacke župe sa središtem u Otočcu). Unatoč tešku porazu, Borna se spasio uz pomoć tjelesnih čuvara te poslije uspio ponovno podvrgnuti pod svoju vlast Gačane.
Za nove Ljudevitove provale u Dalmaciju, kad je ovaj »ognjem i mačem« pustošio Borninu zemlju, bio je prisiljen izbjeći otvorenu bitku te se povukao u svoje utvrde. Tek je povremenim iznenadnim napadima u bok i leđa uznemirivao Ljudevitovu vojsku. Prema suvremenim izvorima, u siječnju 820. uputio je caru poslanstvo s izvještajem da je u borbama, nakon kojih se Ljudevit povukao, osim ratnog plijena, ubio 3000 njegovih vojnika i oteo više od 300 konja. Otišavši zatim Ludoviku u Aachen, sudjelovao je u savjetovanju o načinu borbe protiv Ljudevita.

## Kraj života
Sukobi se nastavljaju sve do 822. kada je Ljudevit prisiljen na bijeg. U jeku tih borbi 821. Borna umire, a franački ga ljetopisac tom prigodom opisuje kao kneza Dalmacije i Liburnije. Okolnosti Bornine smrti nisu posve jasne. Prema franačkim analima umro je prirodnom smrću (defunctus est, tj. "umro je"), dok Vita Hludowici imperatoris navode da je ubijen (vita privato, tj. "lišen života"). Bornina nasilna smrt spominje se i u Catalogus ducum et regum Dalmatię et Croatię, sastavljenom u prvoj polovici 18. stoljeća. Naslijedio ga je Vladislav (prema Theganu autoru Vita Hludowici imperatoris, njegov nećak). Pokopan je uz crkvu sv. Marije na Crkvini u Biskupiji i to u sarkofagu načinjenom od rimskih spolija (s urezanim kršćanskim križem na poklopcu) 821. godine.

## Porga
Jedno od spornih historiografskih pitanja u vezi s Bornom jest njegovo poistovjećivanje s Porgom (Porinom) iz 31. glave Porfirogenetova djela De administrando imperio. Za razliku od Ferde Šišića, koji Bornu poistovjećuje s Branimirom, pristaše tzv. franačke teorije o pokrštenju Hrvata (E. Dümmler, Lj. Hauptmann, B. Grafenauer, Nada Klaić, Lujo Margetić) drže Porgu i Bornu istom osobom. Inspiriran hrvatskom povjesnicom prvih desetljeća IX. stoljeća, Vatroslav Lisinski skladao je 1851. operu Porin, praizvedenu 1897.